# Тамаринд
Тамари́нд інд́ійський (лат. Tamarindus indica), або інд́ійський фінік — рослина родини бобових (Fabaceae), єдиний представник роду Тамаринд. Це тропічне дерево, батьківщиною якого є східна Африка, в тому числі сухі листяні ліси Мадагаскару. У дикому вигляді він росте в Судані, але сьогодні рослина розповсюджена на території більшості тропічних країн Азії, а також в Латинській Америці та на Карибах.

## Опис

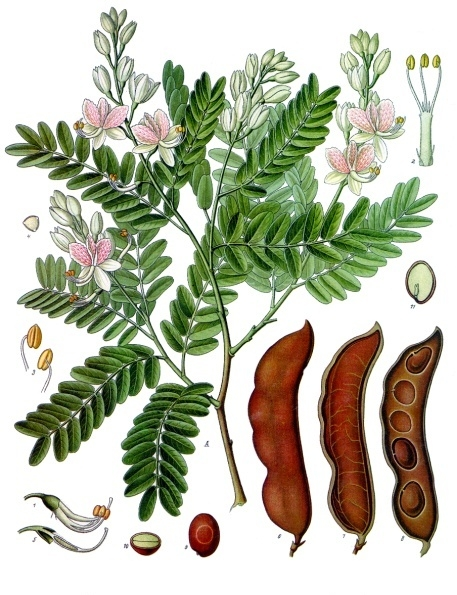
Тамаринд. Ботанічна ілюстрація з довідника Köhler's Medizinal-Pflanzen, 1887

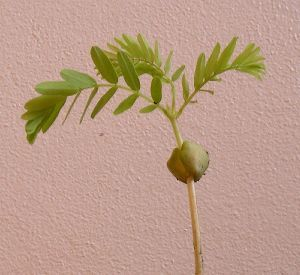
Сіянець тамаринду

Дерево може досягати 20 метрів заввишки і лишається вічнозеленим у регіонах без сухих сезонів. Деревина складається з щільної темно-червоної серцевини (ядрової деревини) та м'якої жовтуватої заболоні. Листок складається з 10-40 тонких листків. Квіти зібрані в суцвіття. Плід — коричневий стрічкоподібний боб, який складається з м'якої пульпи та безлічі щільного насіння. Насіння можуть надрізатися для прискорення проростання.

## Назва тамаринду різними мовами
Тамаринд також називають індійським фініком (це переклад з арабської تمر هندي tamr hindī). У Малайзії його називають асам (малайською мовою) та сві боей (діалект хоккієн), в Індонезії — асем (або асам) Ява (тобто, яванський асам; індонезійська мова), на Філіппінах — «сампалок», в Індії — імлі (мова хінді), тетул (tẽtul, бенгальська), сіямбала (siyambala, сингальська мова), чінтачетту (Chintachettu [дерево] та чінтапанду [Chintapandu — плоди мовою телугу]), тамільскою та малаялам — пулі (puli), мовою каннада — хунасе (hunase), малагасійською — воамаділо (voamadilo). Відповідний в'єтнамський термін — ме. У Таїланді тамаринд називають ма-хкам. Тамаринд є символом тайської провінції Пхетчабун.
Ще одна назва тамаринду, що згадується в «Житті рослин» під ред. акад. Тахтаджяна — «дакар».
Німецькою мовою — Tamarinde. Китайською — 甜角, 罗望子, 木罕 (калькування з тайської) та 酸豆属.

## Застосування тамаринду
М'якуш плоду їстівний та популярний. Його використовують як спеції в азійській і латиноамериканській кухнях. Також є важливим інгредієнтом відомих у Великій Британії вустерського соусу та фруктового соусу HP (HP sauce). М'якуш зелених фруктів досить кислий на смак і його використовують у приготуванні гострих страв. Стиглі фрукти — солодші, їх можуть використовувати для приготування десертів, напоїв, закусок.
У храмах азійських країн м'якуш тамаринду використовують для очищення латунних прикрас від оксидів, жиру та патини.
Деревина має насичений червоний колір. Завдяки своїй щільності та міцності деревину тамаринду використовують для виготовлення меблів і підлог. З гілок дерева виробляли також і різки.

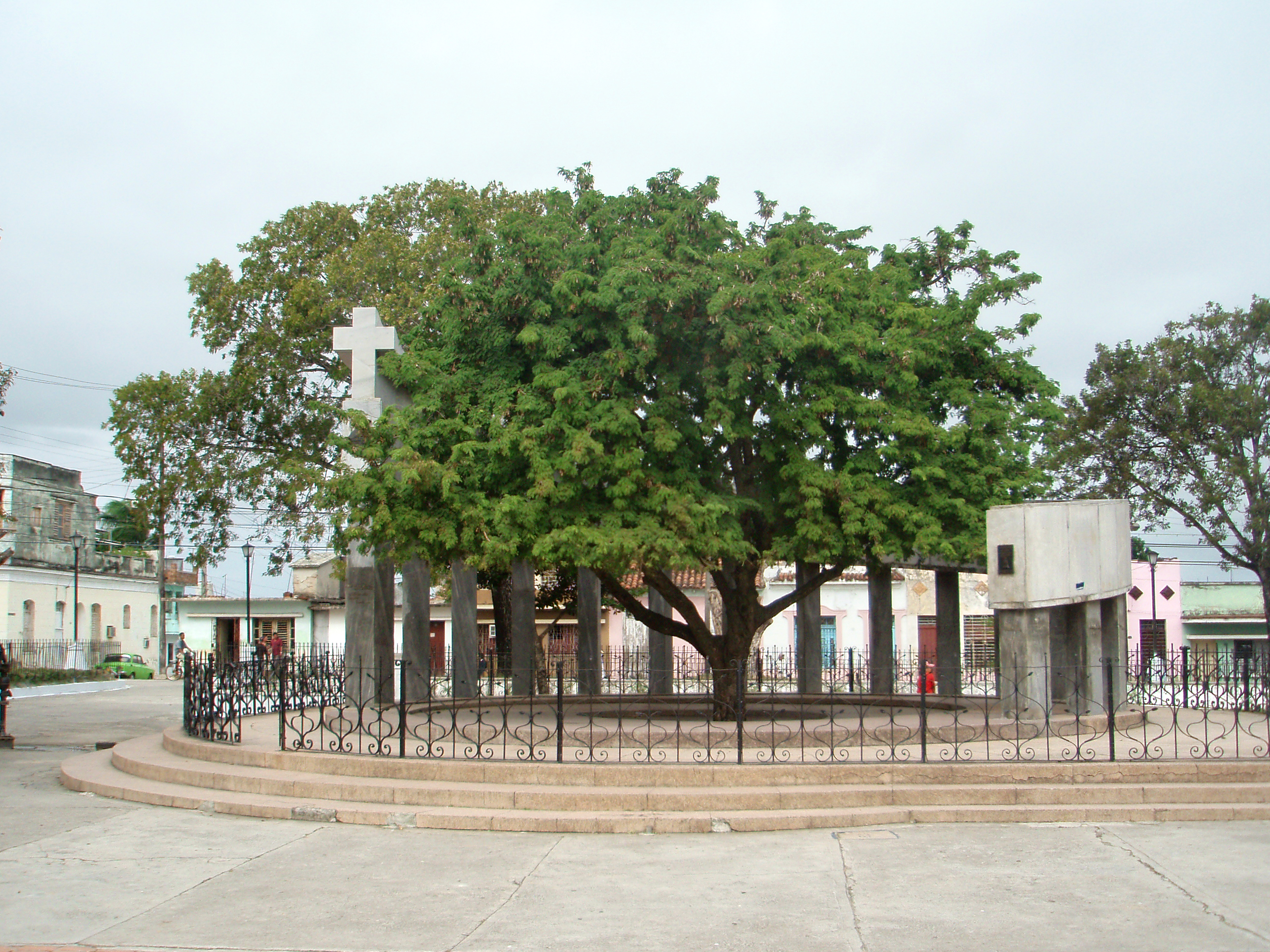
Тамаринд, посаджений на місці заснування міста Санта-Клара (Куба)

Тамариндове дерево поширене в південній Індії, де його використовують (крім іншого) з декоративною метою — для створення затінку над дорогами. Ці дерева полюбляють мавпи, які ласують стиглими плодами.
М'якуш, листя та кору використовують також у медицині. Наприклад, на Філіппінах листя тамаринду традиційно уживають для приготування трав'яного чаю, який при малярії знімає гарячку. Аюрведа рекомендує використовувати тамаринд для лікування захворювань стравоходу.

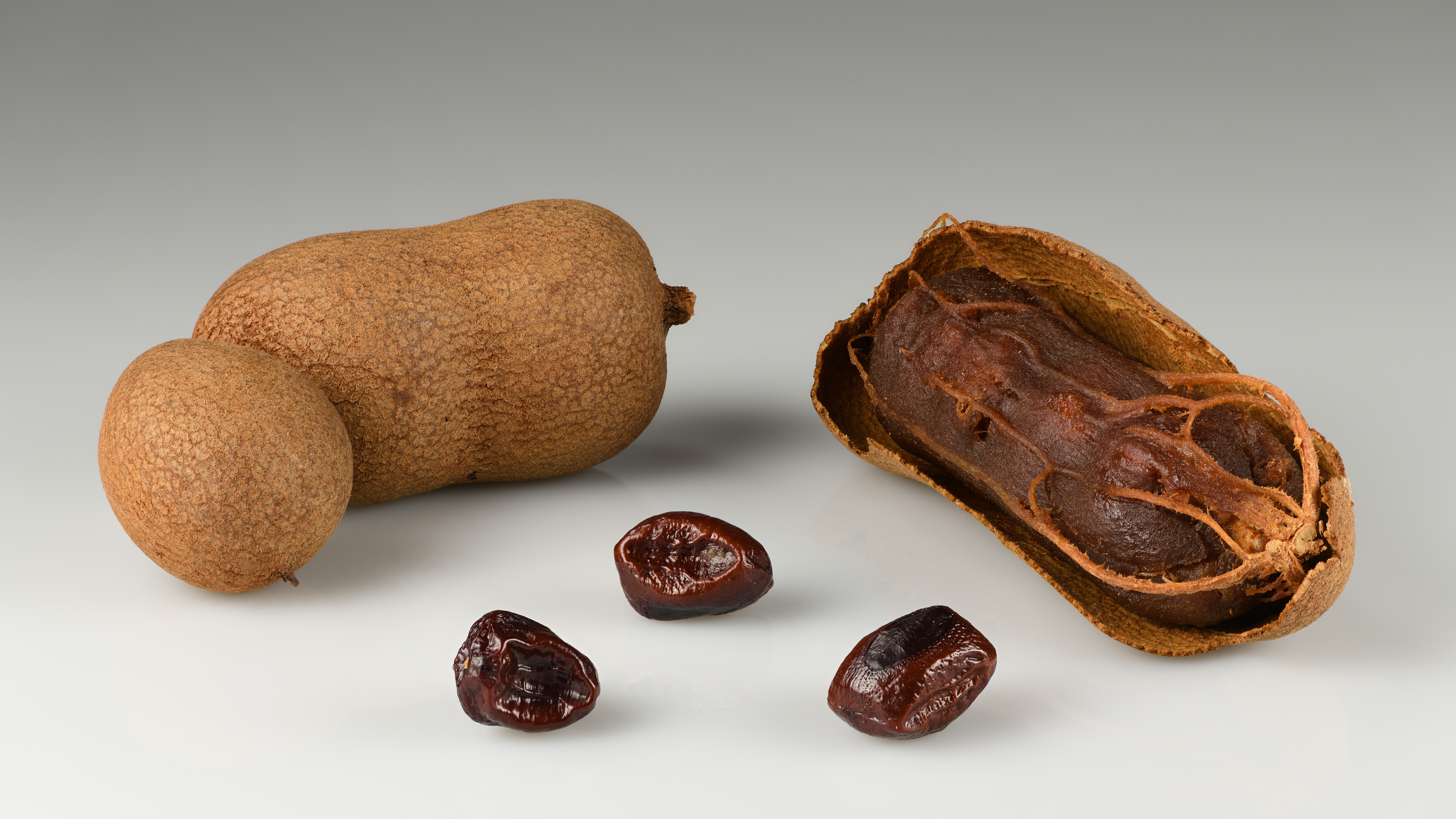
Плоди тамаринду

Тамаринд є невіддільним компонентом кухні південної Індії, де його застосовують для приготування «кузамбу» або «самбхар» (гостра юшка зі сочевиці й овочів), популярної в Тамілнаду рідкої страви під назвою «пуліккузамбу», рису «пулійодарай» і різних видів чатні.
Тамаринд можна придбати скрізь у світі у крамницях східної кухні. Також він продається у вигляді солодощів у Мексиці (наприклад, «пулпаріндо») та у різних видах у південній Азії (сушений, солоний, зацукрований, заморожений тощо).
«Пад тай» (Pad Thai) — популярна в тайських ресторанах США страва, смак якій надає тамаринд.
У Латинській Америці (надто у Мексиці), а також у середовищі іммігрантів із Латинської Америки в США цей фрукт досить популярний у кулінарії. Тамариндо — тверді цукерки та льодяники з характерним ароматом і смаком.
Тамаринд є офіційним деревом міста Санта-Клара (Куба), він зображений на міському гербі.

## Метафоричне використання
На мексиканському сленгу (особливо у столиці — Мехіко) «тамариндами» називають регулювальників дорожнього руху (через характерний колір і уніформу).